# High Seas Trader
High Seas Trader – komputerowa gra ekonomiczna wydana w 1995 przez Impressions Games.